# 718 v.Chr.
Het jaar 718 v.Chr. is een jaartal volgens de christelijke jaartelling.

## Gebeurtenissen

### Klein-Azië
- Volgens dendrochronologische gegevens wordt er in Gordion een praalgraf gebouwd, dat bekendstaat als het graf van de Frygische koning Midas.